# Interactions plantes-insectes
Les interactions plantes-insectes sont les divers types de relations entre les plantes et les insectes.
Les végétaux et les insectes sont en constante interaction. Les plantes, dépourvues de mobilité propre, ont besoin des insectes, entre autres, pour leur fécondation. Les insectes, quant à eux, utilisent les plantes comme ressource alimentaire ou comme abri : lieu d'accouplement, de refuge ou de ponte.

## Phytophagie
Les insectes herbivores ou phytophages, sont caractérisés par le fait qu'ils se nourrissent de végétaux. Toutes les parties de la plante (tige, feuille, racine, graine, fruit, sève, nectar, pollen) sont susceptibles d'être consommées. Cette interaction est très profitable aux consommateurs puisqu'ils trouvent leur énergie dans les tissus de la plante contrairement à celle-ci qui perd de l'énergie et doit trouver un moyen de compenser ces pertes. 
Il existe deux stratégies principales d'inhibition de l'herbivorie. La première est une croissance plus rapide au niveau des tissus endommagés. En effet, lorsqu'un insecte consomme une feuille par exemple, la plante met en œuvre des mécanismes permettant le remplacement rapide de cette feuille. La deuxième stratégie est une augmentation de la résistance de la plante face aux phytophages. La plante produit des substances toxiques de structures (incluses dans l'armature de la plante) difficiles à digérer par les herbivores (cellulose, lignine…). Mais aussi, des substances toxiques non structurales, c'est-à-dire mobiles dans le végétal (quinine, menthol, camphre, tanin, etc.) qui sont efficaces à faible dose et agissent comme des poisons. Ces substances sont d'ailleurs utilisées par l'homme, principalement en pharmacologie.

## Pollinisation entomophile

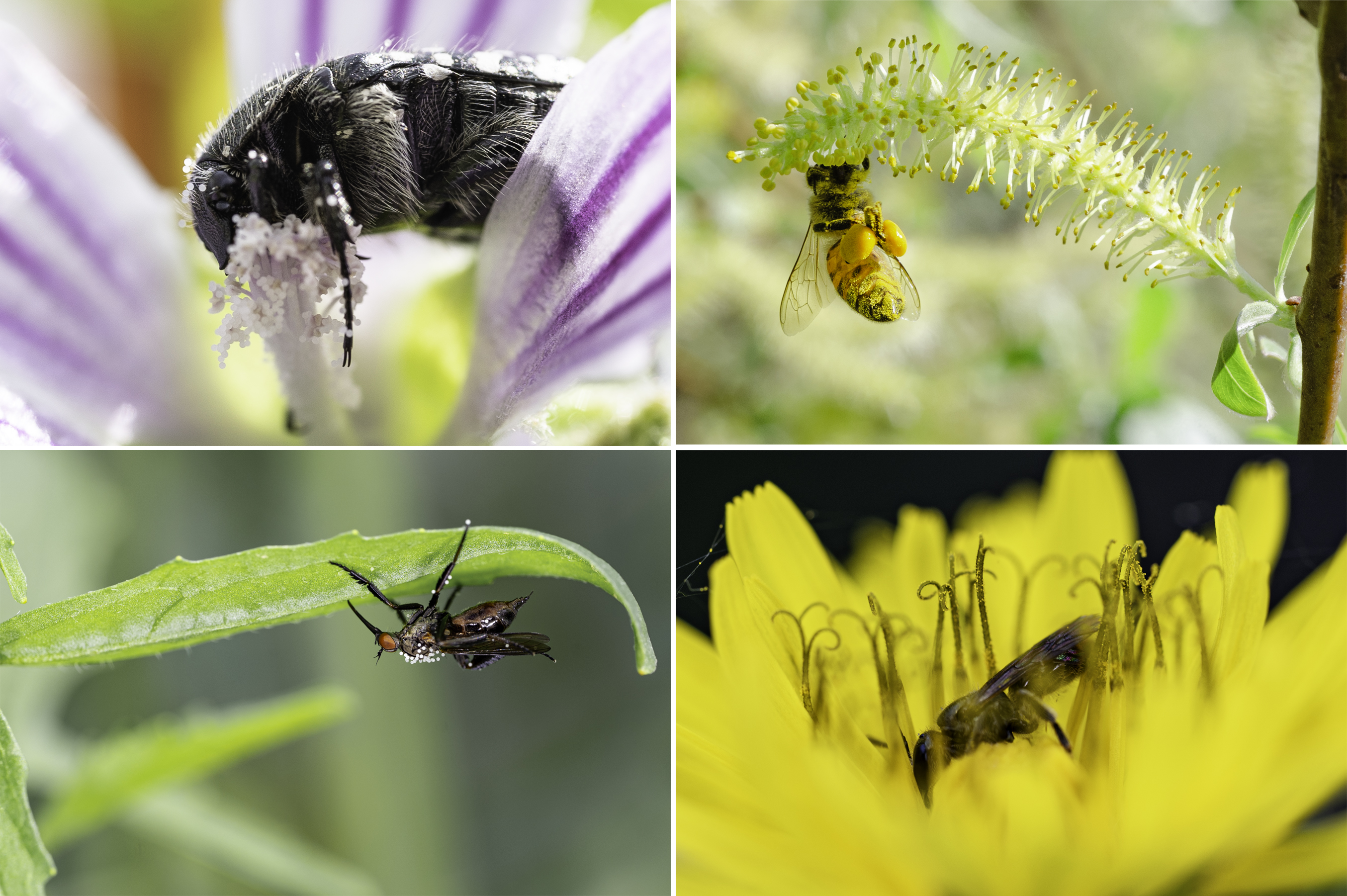
La grande variété des insectes pollinisateurs.

La pollinisation entomophile est la fécondation des plantes par l'intermédiaire des insectes. Pour qu'il y ait fécondation, le pollen d'une fleur mâle doit rencontrer l'ovule d'une fleur femelle. Les insectes pollinisateurs, en se déplaçant d'une fleur à l'autre, assurent le transport du pollen. La fécondation induit la formation d'une graine qui sera ensuite dispersée pour donner un nouvel individu. Les insectes responsables de ce phénomène sont généralement herbivores, plus précisément nectarivores ou pollinivores, et en se nourrissant du nectar ou du pollen des fleurs, contribuent à la pollinisation. Il s'agit donc d'une relation de mutualisme entre l'insecte et la plante où chaque participant tire un bénéfice. 
On trouve plusieurs types d'insectes pollinisateurs qui butinent différentes fleurs en fonction de la morphologie de leurs pièces buccales. Les plus communs sont les abeilles, notamment l'espèce Apis domestica. Mais on retrouve également les lépidoptères (papillons), les diptères (mouches, syrphes...), les hyménoptères (abeilles, guêpes, bourdons...) ou encore les coléoptères (coccinelles, scarabées...). Ces insectes peuvent être des généralistes ou insectes polylectiques, c'est-à-dire qu'ils se nourrissent indifféremment sur plusieurs espèces de plantes ; ou au contraire, qu'ils peuvent être spécialistes d'une espèce végétale particulière (monolectiques). 
Afin de mettre en valeur les fleurs à butiner (fleurs entomophiles), les végétaux utilisent différents signaux nommés effets attracteurs. Parmi ces signaux, on note l'importance de la couleur des fleurs. En effet, les fleurs présentent une palette de couleurs importante allant des ultraviolets aux infrarouges. Les odeurs jouent également un grand rôle dans la signalisation des plantes d’intérêt, de même que la disposition des fleurs. Un des caractères retenus par la sélection naturelle est le regroupement des fleurs en inflorescence qui favorise le butinage.

## Les plantes hôtes
Les insectes n'interagissent pas avec les plantes seulement pour leur alimentation mais également pour se réfugier, pondre et se reproduire. De manière générale, le choix de la plante-hôte se fait par effets attracteurs comme vu précédemment. 
Le choix de la plante-hôte pour la ponte se fait souvent par la mère. En général, elle privilégie un site où la quantité et la qualité des ressources sont importantes afin de  maximiser le succès reproducteur de sa descendance. En effet, pour des espèces dont les larves ou les juvéniles sont incapables de se déplacer sur de longues distances, l’accessibilité des ressources est primordiale. De plus, la plante n'est pas seulement un site de nutrition mais aussi un endroit de protection contre les prédateurs des jeunes  insectes.
Pour les insectes sociaux, comme les fourmis ou les abeilles par exemple, les végétaux constituent un lieu privilégié pour l'installation de la colonie. Chez les abeilles, il est fréquent que la colonie soit située dans les troncs d'arbre ou sur les branches. Chez les fourmis, les colonies sont relativement plus près du sol. On a alors une relation myrmécophile. Il s'agit d'un mutualisme entre la plante-hôte et les fourmis. La plante fournit à ces dernières de quoi se nourrir et en contrepartie, les fourmis contribuent à la dispersion des graines de cette plante.
On peut également observer des insectes vivant dans des galeries, dans les troncs d'arbre vivants ou en décomposition. Ce sont des insectes xylophages.